# ليند فان دن بوش
ليند فان دن بوش (بالهولندية: Linde van den Bosch)‏ هي لغوية هولندية، ولدت في 1963.